# گکوی رنگی‌پوش
گکوی رنگی‌پوش (نام علمی: Tukutuku rakiurae) نام یک گونه از تیره دوگانه‌انگشتان است.